# Canton de Poissy-Nord
Le canton de Poissy-Nord est une ancienne division administrative française, située dans le département des Yvelines et la région Île-de-France. Créé pour les élections de 1967, il disparaît après le redécoupage cantonal de 2014 en France.

## Histoire
Conseillers généraux de l'ancien canton de Poissy (jusqu'en 1967)
| Période | Période      | Identité                              | Étiquette            | Qualité                                                                        |
| ------- | ------------ | ------------------------------------- | -------------------- | ------------------------------------------------------------------------------ |
| 1833    | 1836         | Siméon Coffinières                    |                      | Avocat à la Cour royale de Paris                                               |
| 1836    | 1845         | Jean Séraphin Gautier                 |                      | Avocat,greffier en chef du Tribunal de 1re Instance de Paris                   |
| 1845    | 1848         | Pierre François Basset                |                      | Maire de Poissy (1843-1848)                                                    |
| 1848    | 1852         | Adolphe Bezanson                      | Droite               | Suppléant du Juge de paix, notaire à Poissy Député (1848-1849)                 |
| 1852    | 1867         | Baron puis Comte Louis Napoléon Lepic | Conservateur         | Officier d'ordonnance du Prince Louis-Napoléon Bonaparte Député (1849-1851)    |
| 1867    | 1898         | Baron Léonce Hély d'Oissel            | Libéral              | Banquier - Conseiller d'État Député (1889-1893), maire de Poissy (1867-1878)   |
| 1898    | 1904         | Charles Philippe Maréchal             | Rad.                 | Maire de Poissy (1896-1906)                                                    |
| 1904    | 1911 (décès) | Maurice Berteaux                      | Rad.                 | Agent de change Maire de Chatou (1891-1911) Député (1893-1911)                 |
| 1911    | 1925 (décès) | Hugues Le Roux                        | Républicain          | Journaliste Sénateur (1920-1925)                                               |
| 1926    | 1940         | Paul Caffin                           | RG                   | Exploitant agricole (fruiticulteur)                                            |
| 1945    | 1951         | André Calas                           | MRP                  |                                                                                |
| 1951    | 1964         | René Jollivet                         | RPF puis RS puis DVD | Président du Conseil général de Seine-et-Oise                                  |
| 1964    | 1967         | Léon Touhladjian                      | UNR                  | Pharmacien-radiographe Administrateur des colonies Maire de Poissy (1951-1968) |

## Composition
Le canton de Poissy-Nord comprenait 4 communes jusqu'en mars 2015 :
- Carrières-sous-Poissy : 13 472 habitants,
- Médan : 1 393 habitants,
- Poissy, fraction de commune : 22 788 habitants,
- Villennes-sur-Seine : 4 790 habitants.

Communes des cantons de Poissy-Nord & Poissy-Sud

## Représentation
| Période | Période          | Identité             | Étiquette     | Qualité |
| ------- | ---------------- | -------------------- | ------------- | --- |
| 1967    | 1968 (démission) | Léon Touhladjian     | UDR           | Administrateur des colonies Maire de Poissy (1951-1968) Ancien conseiller général du Canton de Poissy (1964-1967)                                   |
| 1968    | 1976             | Jacques Monjaret     | apparenté UDR | Assureur Adjoint au maire de Poissy |
| 1976    | 1982             | Michel Desbordes     | PS            | Cadre administratif |
| 1982    | 1988             | Jacques Masdeu-Arus  | RPR           | Ingénieur-conseil Député (1988-2009) Maire de Poissy (1983-2008)                                                                                    |
| 1988    | 2001             | Paul-Xavier Poli     | RPR           | Médecin Adjoint au Maire de Poissy |
| 2001    | 2015             | Jean-François Raynal | UMP           | Inspecteur Général de l’Administration de l’Education Nationale et de la Recherche Vice-Président du Conseil Général Conseiller municipal de Poissy |

## Démographie
| 1968 | 1975 | 1982 | 1990   | 1999   | 2006   | 2011   | 2012   |
| ---- | ---- | ---- | ------ | ------ | ------ | ------ | ------ |
| -    | -    | -    | 39 312 | 42 443 | 43 930 | 48 074 | 47 546 |